# Filipinas en los Juegos Olímpicos de Barcelona 1992
Filipinas estuvo representada en los Juegos Olímpicos de Barcelona 1992 por un total de 26 deportistas, 24 hombres y dos mujeres, que compitieron en nueve deportes.

## Medallistas
El equipo olímpico filipino obtuvo las siguientes medallas:
| Nombre       | Deporte | Competición |
| ------------ | ------- | ----------- |
| Oro          |         |             |
| —            |         |             |
| Plata        |         |             |
| —            |         |             |
| Bronce       |         |             |
| Roel Velasco | Boxeo   | 48 kg M     |